# Kwietnik (pająk)
Kwietnik (Misumena vatia) – gatunek pająka z rodzaju Misumena. Nazwa rodzajowa pochodzi od greckiego słowa misúmenos – znienawidzony.

## Występowanie
Jest szeroko rozprzestrzeniony. Występuje w Europie od Morza Śródziemnego aż po Skandynawię, w Azji i Ameryce Północnej. W Polsce jest dość pospolity.

## Środowisko
Występuje na otwartych terenach: pola uprawne, łąki, bagna, ogrody, obrzeża lasów i ścieżek. Spotkać go można głównie od maja do lipca.

## Morfologia
Długość ciała samicy 7–10 mm, samca 3–5 mm. Ma ukośnie, podobnie jak krab rozstawione odnóża, przednie są dłuższe od tylnych. Na głowotułowiu cztery pary oczu; dwie z przodu, dwie po bokach wzgórka ocznego. Charakteryzuje go zdolność do zmiany ubarwienia – ubarwienie dostosowuje do miejsca, w którym przebywa, a także do rodzaju owadów, na które poluje. Może to być ubarwienie białe, żółte lub brązowawe, w różnych odcieniach. Zmiana ubarwienia zajmuje od 6 do 25 dni. Dodatkowo na odwłoku posiada czasami czerwone pasy. Jest to tzw. ubarwienie ochronne, ułatwiające mu kamuflaż. Zdolność do zmiany ubarwienia mają tylko samice, proces ten jest stopniowy. Samiec ma ciemne przednie odnóża i brązowy głowotułów, a odwłok żółty z ciemnym wzorem. Młode kwietniki są przeważnie zielone.

## Tryb życia
Nie buduje sieci, a wytworzoną nić wykorzystuje jako narzędzie do szybkiego przemieszczania się. Na swoje ofiary czatuje najczęściej na kwiatach. Można go spotkać także na liściach drzew. Tylnymi odnóżami przytrzymuje się podłoża, przednie trzyma szeroko rozłożone. Po błyskawicznym ataku na kompletnie zaskoczone ofiary wstrzykuje im jad i soki trawienne. Spożywa je na miejscu, wysysając rozpuszczone przez soki trawienne wnętrzności, tak że pozostaje tylko chitynowy oskórek. Skutecznie atakuje różne owady, w tym jadowite pszczoły i osy.

## Rozmnażanie
Kopulacja odbywa się wiosną i wczesnym latem. Podczas kopulacji samiec przez pewien czas zwisa z odwłoka samicy. Samica składa jaja w kokonie jajowym pomiędzy liśćmi, które łączy z sobą nicią. Młode pająki zimują w ściółce i wychodzą z niej na wiosnę.

## Gatunki podobne
Thomisus onustus – różni się dwoma garbkami na odwłoku. Wykazuje też większą zmienność ubarwienia – od białego do fioletowego. Młode kwietniki natomiast można łatwo pomylić z wieloma innymi, podobnymi gatunkami o zielonym ubarwieniu.

## Galeria
| !                                                    |                                                                      |
| ---------------------------------------------------- | -------------------------------------------------------------------- |
| Ubarwienie ochronne stosowane przez samicę kwietnika | Technika polowania kwietnika400px\|thumb\|center\|Kwietnik od przodu |